# Zachowanie konsumacyjne
Zachowanie konsumacyjne (spełniające) – zachowanie zmierzające do redukcji popędu poprzez wykorzystanie zdobytej nagrody.
Bodziec wyzwalający wytwarzany jest przez czynniki zewnętrzne, bądź stany wewnętrzne. Prowadzi on do zachowań apetytywnych, nastawionych na poszukiwanie i osiągnięcie źródła bodźca o pozytywnej wartości (pożywienie, partner seksualny) lub zachowań awersyjnych polegających na unikaniu tego źródła. Osiągnięcie źródła bodźca oraz jego wykorzystanie, czyli zachowanie konsumacyjne (jedzenie, picie, akt seksualny) prowadzi do redukcji popędu i zachowań apetytywnych.